# Gheară

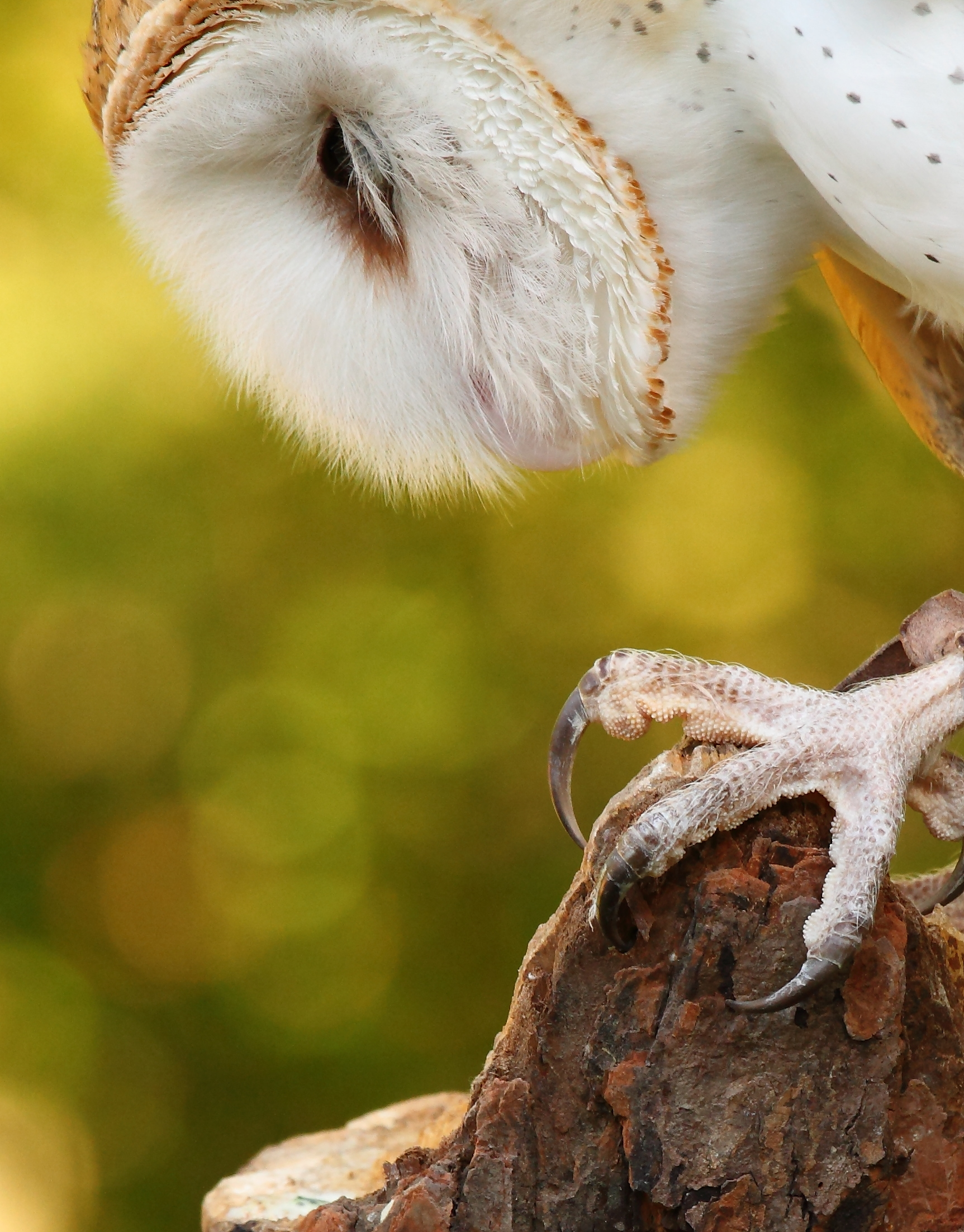
Gheară de cucuvea

Ghearele sunt unghiile lungi și ascuțite pe care le prezintă unele vertebrate, în special păsările, reptilele și unele mamifere, în special cele de pradă sau care sapă pământul cu ajutorul lor (carnivorele, insectivorele, rozătoarele, lilieci, etc)..

## Roluri
Ghearele pot îndeplini unul sau mai multe roluri la fiecare specie în parte, cum ar fi:
- rol în prinderea, sfâșierea și chiar uciderea prăzii, în general la animalele de pradă: feline, vulturi, urși, etc
- rol în agățare, cățărare; la aproape toate speciile care prezintă gheare: lilieci, leneși, feline, păsări etc
- rol de săpare și scurmare a pământului la animalele care sapă vizuini și tuneluri (cârtiță, rozătoare), la insectivore care sapă sau scurmă pentru obținerea hranei
- rol în luptă; în apărarea împotriva prădătorilor și în luptele din perioada de împerechere
- rol în igienă

## Alcătuire
Ghearele sunt constituite din două straturi: țesutul intern, subunghial și cel extern, unghial care este cheratinos, dur. Datorită faptului că țesutul extern crește mai rapid gheara capătă o formă încovoiată.
La feline ghearele când se află în poziție de repaos sunt introduse într-o teacă din țesut epitelial aflată între falangele medial și distal.   